# Al MacKenzie
Al MacKenzie é um personagem fictício que aparece nas revistas em quadrinhos americanas publicadas Marvel Comics.

## Publicação
Criado por Bob Harras e Paul Neary, sua primeira aparição foi em Nick Fury vs. S.H.I.E.L.D #3 (Agosto de 1988). O personagem aparece posteriormente em Nick Fury, Agent of S.H.I.E.L.D. #1-7 (Setembro de 1989 a Janeiro de 1990). Al MacKenzie recebeu uma entrada no Official Handbook of the Marvel Universe Update '89 #4.

## Biografia ficcional do personagem
Al MacKenzie nasceu em Austin, Texas. Ele já foi a ligação da C.I.A. para a S.H.I.E.L.D. Ele se envolveu romanticamente com a contessa Valentina Allegra de Fontaine depois de um tempo, o que levou a um distanciamento entre ele e Nick Fury. Por causa disso, ele voltou para a C.I.A com a Contessa.
MacKenzie mais tarde se juntou a organização da S.H.I.E.L.D. em tempo integral e passou um tempo considerável como o oficial de ligação sênior da C.I.A. Posteriormente, em circunstâncias desconhecidas, MacKenzie se demitiu da S.H.I.E.L.D. e escreveu um livro "tell-all" intitulado UnSHIELDed: an Unauthorized Insider's Look Behind the World's Most Powerful Global Spy Network, que supostamente explicou parte da história por trás da organização do seu ponto de vista. Desde então, ele também atuou como uma fonte não oficial para Ben Urich, estimulando Urich e Jessica Jones a tentar expor a missão não autorizada da Fury para Latvéria.

## Em outras mídias

Henry Simmons como Alphonso "Mack" Mackenzie em Agents of S.H.I.E.L.D..

- Alphonso "Mack" Mackenzie aparece na série de televisão Agents of S.H.I.E.L.D., interpretado por Henry Simmons. Ele é retratado como um mecânico e engenheiro que é recrutado na recém-reconstruída S.H.I.E.L.D. por Phil Coulson após os acontecimentos do filme Captain America: The Winter Soldier. Ele também é um velho amigo de Barbara "Bobbi" Morse. No episódio "One of Us", é revelado que ele e Bobbi estão secretamente associados com "a verdadeira S.H.I.E.L.D." liderada por Robert Gonzales.[7] Mais tarde ele permanentemente fica no lado de Coulson.[8] No momento em que os Inumanos emergiram no mundo, Mack começou a desenvolver um relacionamento com uma Inumana chamada Elena "Yo-Yo" Rodriguez.[9] O episódio "Watchdogs" introduz o irmão de Mack, Ruben Mackenzie, que mais tarde descobre o trabalho de seu irmão como agente da S.H.I.E.L.D. no mesmo momento em que os Watchdogs atacam a casa de Mack depois de confundi-lo com um Inumano.[10] No episódio "Identity and Change", Mack é mostrado no Framework tendo sua filha Hope Mackenzie viva ali.[11] Ele é forçado a sair por Yo-Yo quando o Framework começa a desmoronar.[12]
  - Simmons reprisa seu papel em uma websérie de seis partes intitulada Agents of S.H.I.E.L.D.: Slingshot.[13] No episódio "Wake Up", Mack revela-se estar com dor constante devido à perda de sua filha Hope que morreu como bebê quatro dias após o nascimento devido a uma condição médica instável e não identificada.[14]